# Prabhakar Panshikar
Prabhakar Panshikar (14 de março de 1931 - 13 de janeiro de 2011) foi um ator de teatro indiano.